# Komiska Teatern
AB Komiska Teatern var ett svenskt filmproduktionsbolag helägt av Nils Poppe.

## Filmer producerade av Komiska Teatern
- 1959 – Bara en kypare
- 1958 – Flottans överman
- 1956 – Skorpan
- 1955 – Ljuset från Lund
- 1955 – Stampen
- 1953 – Dansa min docka
- 1953 – Dumbom
- 1951 – Flyg-Bom
- 1951 – Tull-Bom
- 1949 – Greven från gränden
- 1949 – Pappa Bom
- 1948 – Soldat Bom
- 1947 – Tappa inte sugen